# Anna Schytte
Anna Johanne Schytte, född 20 november 1877 i Köpenhamn, död 16 mars 1953, var en dansk pianist. Hon var dotter till Ludvig Schytte.
Schytte var först lärjunge till sin far och därefter under Alfred Reisenauer. Hon debuterade som pianist vid tretton års ålder och framträdde senare, såväl i Danmark som i andra länder, som en talangfull konsertpianist. Hon tilldelades Tagea Brandts rejselegat for kvinder 1937.